# Yael Rom
Pour les articles homonymes, voir Rom.
Yael Rom (en hébreu : יעל רום), née Yael Finkelstein le 10 octobre 1932 à Tel Aviv et morte le 24 mai 2006 à Haïfa, est l'une des premières femmes pilotes de l'armée de l'air israélienne. Elle est copilote du C-47 qui largue des parachutistes dans le col de Mitla, ce qui déclenche la crise de Suez en 1956.
Bien que souvent désignée comme la première femme pilote de la FAI,, ce n'est pas le cas. Yael est l'une des premières femmes formées et certifiées par la force et la seule à entrer en service actif,.

## Biographie

### Carrière militaire
Née à Tel Aviv le 10 octobre 1932, Yael Rom obtient son diplôme d'études secondaires en 1950 et est rapidement enrôlée dans le Corps de la jeunesse de Forces de défense israéliennes. Avec 29 autres membres du corps, elle réussit ses examens de pilote FAI et, avec six autres cadets, continue le cours de pilote de base, aux côtés de Rina Levinson et Ruth Bokbinder, terminant deuxième de sa classe. Initialement formée sur le Stearman Kaydet, elle commence à piloter des avions bimoteurs et obtient sa certification d'instructeur de vol. Elle reçoit ses ailes le 27 décembre 1951, après avoir terminé le 5e cours de pilotage de la FAI. Elle est ensuite transférée au Corps des Jeunes pour instruire les futurs cadets. Pendant six mois, elle demande à Tsahal de réintégrer l'armée de l'air, se heurtant à une résistance considérable, avant que sa demande ne soit finalement accordée. En 1953, elle rejoint les rangs du 103e escadron « Éléphant volant », qui pilote le Douglas C-47 Dakota.
Après la fin de son service actif, Yael Rom continue à voler en tant que pilote de réserve. Elle est appelée en octobre 1956 pour participer à l'opération Machbesh, le largage de parachutistes israéliens qui déclenche la guerre de Suez,. Yael est le copilote principal du C-47 dans la formation de 16 avions qui largue des parachutistes israéliens dans le col de Mitla,. Elle passe le reste de la guerre à transporter des fournitures aux troupes dans le Sinaï et à évacuer les blessés. Elle est à bord du premier avion à atterrir à Charm el-Cheikh après sa prise par les forces israéliennes et largue des parachutistes sur El-Tor le 3 novembre.
Yael Rom prend sa retraite du service de réserve en 1962 après la naissance de sa première fille, qu'elle n'avait pas déclarée initialement pour éviter la politique de Tsahal consistant à licencier les mères. Elle termine sa carrière FAI avec 1 800 heures de vol.

### Carrière civile

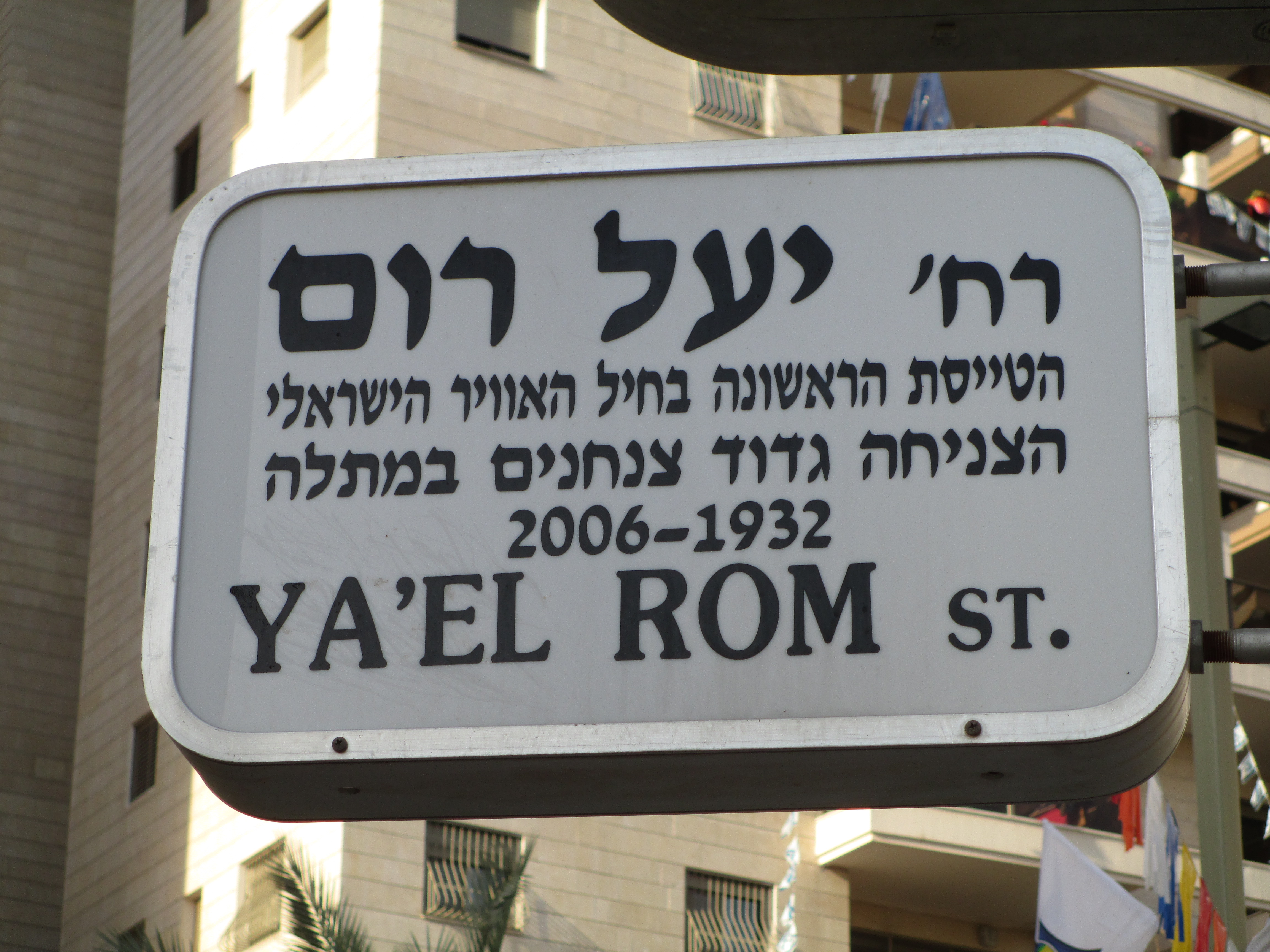
Rue Ya'el Rom à Petah Tikva.

Yael Rom est diplômée de l'université hébraïque de Jérusalem avec un diplôme en histoire et en sciences politiques, ainsi qu'un certificat d'enseignement. En 1957, elle est invitée à rejoindre Arkia Airlines, où elle travaille comme premier officier pendant trois ans. Entre 1960 et 1982, Rom travaille pour l'Institut technologique du Technion dans les domaines de la recherche pédagogique, du conseil et de l'administration. Elle initie et développe une unité de soutien académique pour les groupes sous-représentés tels que les minorités et les personnes handicapées. Elle lance ensuite et développ le programme « Jeunes femmes du XXIe siècle » de l'ORT, qui encourage les jeunes femmes à poursuivre une carrière en ingénierie.
En 1974, Yael crée le Conseil des femmes de la mairie de Haïfa. Bien que membre de longue date du Likoud, elle se présente en 1983 à la mairie de Haïfa à la tête d'une liste indépendante, arrivant en deuxième position avec 17,9 % des voix. 

## Vie privée
Yael Rom, mère de trois enfants, est mariée à Yosef Rom, professeur d'aéronautique au Technion et ancien membre du Likoud à la Knesset. 
Elle meurt à Haïfa le 24 mai 2006. Le 26 mai 2008, la ville de Petah Tikva nomme une rue locale en son honneur, lors d'une cérémonie en présence de membres de la famille et de membres du 103e escadron,.